# 161P/Hartley-IRAS
161P/Hartley-IRAS, komet Halleyjeve vrste, objekt blizu Zemlji. 